# Silvia Martínez (modelo)
Silvia Cristina Martínez Stapulionis (Caracas, Venezuela, 22 de enero de 1965) es una modelo y reina de belleza venezolana, ganadora de los títulos de Miss Venezuela 1985 y de Miss Sudamérica 1985.

## Biografía
Nació en la ciudad de Calabozo, aunque al poco tiempo se establecería en la capital Caracas. Su padre era oriundo de la población de San Francisco de Macaira y su madre y abuela son nativas de Plungė, Lituania, y por quien posee ascendencia lituana.
En 1985, decide participar en el Miss Venezuela, representando al estado Guárico (en honor a la tierra natal de su papá). Al momento de ingresar al certamen, Silvia estudiaba tercer año de Derecho en la Universidad Católica Andrés Bello de Caracas y se desempeñaba como modelo profesional.
Ganó la corona del máximo concurso de belleza de su país, el viernes 3 de mayo de ese año, entre 25 aspirantes al título, logrando el derecho de representar a Venezuela, en el concurso Miss Universo 1985.
Previamente a la cita de la belleza universal, conquistaría el título de Miss Sudamérica 1985, en Lima (Perú), el cual había sido ganado consecutivamente por dos venezolanas: Paola Ruggeri en 1983 y Carmen María Montiel, en 1984. Seguidamente, asistió al Miss Universo 1985, celebrado en Miami (Estados Unidos) y en el cual obtuvo la posición de tercera finalista.
El reinado de Silvia durante su paso por el Miss Venezuela, estuvo caracterizado por la importancia que adquirió la realización de obras sociales en diversas partes del país. Todo ello se logró canalizar, en gran medida, gracias a la Fundación "Las Misses", que fue una organización sin fines de lucro creada por su antecesora Carmen María Montiel, y con la cual se logró la recaudación de gran cantidad de recursos que fueron destinados a hospitales e instituciones no lucrativas de escasos recursos.
Luego de entregar la corona, contrajo matrimonio con el abogado Braulio Jatar y tuvieron cuatro hijos: Claudia, Braulio, Christian y Dominykas. Actualmente, Silvia se encuentra residenciada en la ciudad de Porlamar, Estado Nueva Esparta.